# كالناخ
كالناخ (بالألمانية: Kallnach) هي بلدية ضمن مقاطعة سيلاند في كانتون برن بسويسرا. تبلغ مساحتها 10.66 كيلومتر مربع، ويقدر عدد سكانها بـ 1905 نسمة (حسب تعداد ديسمبر 2015).